# Desafio em Dose Dupla
Desafio em Dose Dupla Brasil é um programa brasileiro baseado no Dual Survival dos Estados Unidos exibido pela Discovery Channel desde 21 de agosto de 2012 e produzido pela Mixer. A série possui direção de Rodrigo Astiz e Nikolas Fonseca (2nd unid) e conta com Coronel Leite e Leonardo Rocha no elenco. O programa contou com 12 episódios que foram exibidos no Discovery Channel Brasil. A 1ª temporada foi ao ar em 2012 e a 2º temporada em 2014. 
Em 29 de agosto de 2022 foi anunciada a 3ª temporada do programa com Luciano Tigre, ex-militar do exército, e o ex-participante da primeira temporada do Largados e Pelados Brasil, Rene Murad, dessa vez pelo streaming Discovery+. Estreou em 10 de setembro de 2022. 

## Enredo
Com criação original da Discovery Channel, a série possui no elenco Edmilson Leite que é coronel da Força Aérea Brasileira e Leonardo Rocha, guia de turismo que conviveu com tribos indígenas.
Em seis episódios eles retratam como sobreviver em áreas remotas e chegar em áreas de civilização. O programa se inicia com Léo e Leite sendo abandonados em diferentes lugares.

## Produção
O programa possui cerca de 11 profissionais. Apesar de apresentar Leite e Leo sendo abrigados em árvores ou em tendas, em algumas situações,eles obtinham moradia perto das localizações descritas em cada episódio juntamente com a produção da série.

## Episódios

### Temporada 1 (2012)
Episódio 1: Terra dos Cânions
Episódio 2: Caminho das Águas
Episódio 3: Seca Verde
Episódio 4: Planície Inundada
Episódio 5: Montanha Abaixo
Episódio 6: Terra dos Fiordes

### Temporada 2 (2014)
Episódio 1: Inferno Verde
Episódio 2: Ilha dos Búfalos
Episódio 3: Dia da Caça
Episódio 4: Mar de Morros
Episódio 5: Atolados na Lama
Episódio 6: Mata Branca

### Temporada 3 (2022)
Episódio 1: O Deserto de Tatacoa	
Episódio 2: Vetas	
Episódio 3: Alta Guajira	
Episódio 4: Amazonas	
Episódio 5: Hato Aurora	
Episódio 6: Chicuí - A Floresta Tropical